# ʿIfrīt
L'ʿifrīt (in arabo عِفٰرِيتْ‎?), al plurale ʿafārīt (in arabo عَفَارِيت‎?), è un tipo di jinn, creatura soprannaturale presente della cultura araba e islamica. Può essere considerato dal punto di vista tipologico una figura di ciò che l'antropologia definisce trickster, abitano l'inferno islamico

## L'ʿifrītnel Corano
L'essere è menzionato nel Corano, alla Sūra XXVII (al-Naml - "La Formica": versetto 39).
Qui si narra come re Salomone cercasse tra tutte le creature quella che più velocemente gli avrebbe potuto portare il trono della regina di Saba. Un forte ʿifrīt si presentò annunciando che i suoi poteri gli avrebbero permesso di compiere la missione prima ancora che il re avesse avuto il tempo di uscire dal suo palazzo. Venne però surclassato da un uomo di fede che in un batter d'occhio fece apparire il trono alle spalle del Re spiegando che la grazia di Dio aveva compiuto un miracolo.

## Caratteristiche
Gli afarit sono comunemente conosciuti come spiriti del fuoco. Appaiono come uomini di eccezionale forza e bellezza, ma è molto difficile avere contatti con loro.
Si considerano superiori alle altre creature perché convinti della loro primigenia creazione e soffrono quindi molto il fatto che alcuni umani abbiano trovato delle formule magiche capaci di garantire il controllo su di loro. Quando interpellati mostrano un atteggiamento ironico e malizioso e tentano ogni volta che possono di travisare gli ordini del proprio padrone.

## L'ʿifrītnella cultura di massa
Gli ʿafārīt sono stati ripresi in maniera assidua nei romanzi e nelle ambientazioni fantasy moderni. Ad esempio, gli ʿafārīt sono presenti nel gioco di ruolo Dungeons & Dragons come una sottorazza malvagia dei geni e rappresentano l'elemento del fuoco, così come i jinn rappresentano l'aria, i mārid l'acqua, i dao la terra e i janni un misto di tutti e quattro. Fra i romanzi in cui appaiono gli ʿafārīt si citano American Gods di Neil Gaiman e Le cronache di Narnia di C.S. Lewis, in cui è una delle creature seduta assieme alla Strega Bianca alla tavola di pietra, nonché nella tetralogia di Bartimeus di Jonathan Stroud dove rappresenta una delle suddivisioni degli spiriti evocabili (folletto → foliot → jinn → ʿifrīt' → mārid). Sono anche presenti in Shadowhunters di Cassandra Clare; in questo caso vengono indicati come stregoni che non riescono a usare la magia.
Nel film d'animazione Disney Aladdin, Jafar al termine della battaglia con il protagonista chiede al Genio buono di trasformarlo a sua volta in un Genio, ma la sua forma, il colore rosso e il fatto che utilizzi il potere del fuoco per combattere lo fanno assomigliare molto più a un ʿifrīt che non a un Genio (che al contrario appare blu nel film).
Tra i videogiochi che hanno ripreso la figura dell'ʿifrīt si ricordano quelli delle serie Final Fantasy, Ragnarok Online, Heroes of Might and Magic, God of War - Chains of Olympus, Tales of Symphonia, Rise of Nations: Rise of Legends, Rappelz, God of War e Devil May Cry. Anche in alcuni capitoli della serie di videogiochi Shin Megami Tensei (che hanno come caratteristica principale la possibilità di utilizzare svariate figure mitologiche e folkloristiche), Ifrit compare come demone utilizzabile. Oltre a ciò, sono stati utilizzati anche nella serie animata Aladdin, nel manga Bastard!! , nel gioco di carte collezionabili Magic: The Gathering e nella 5ª stagione della serie True Blood.
Nella serie Gundam The Blue Destiny ed in quella successiva, Gundam Lost War Chronicles uno dei vari Mobile Suit presenti è il MS-08, il cui nome in codice è Efreet. Inoltre nel videogioco Overwatch è presente una skin di Zenyatta di nome Ifrit, dove viene rappresentato come uno spirito del fuoco. Nel videogioco God of War: Chains of Olympus viene sbloccata una magia di nome Erfreet dove sopra al protagonista Kratos appare un demone del fuoco che da pugni infuocati per terra. Nella serie di light novel e nei rispettivi adattamenti anime di Date A Live la sorella del protagonista Shido è lo spirito del fuoco, Efreet.
I personaggi Ifrit e Iblis dell'universo di Sonic sono basati entrambi sugli Ifrit (anche se il secondo è più basato sull'Iblis della religione islamica), come si può notare anche semplicemente dai loro nomi, ma anche dalle caratteristiche da loro presentate, come la correlazione col fuoco. Ifrit appare nel videogioco Sonic Rivals 2 come boss finale, mentre Iblis è l'antagonista secondario di Sonic the Hedgehog. Iblis ha anche un "gemello", o più che altro una parte di lui che si è divisa dal corpo, che si chiama Mephiles, che non sembra avere rapporti con la cultura islamica, in particolare di Jinn e Ifrit, anche se nella prima forma (simile alla prima forma di Iblis, che ne ha tre come lui) sembra un'entità paranormale simile a un ifrit "primordiale".